# Tomecskó József
Tomecskó József (Budapest, 1901. október 23. – Budapest, 1958. június 23.) válogatott labdarúgó, balfedezet, edző.

## Családja
Szülei Tomecskó János és Schneider Mária.

## Pályafutása

### Klubcsapatban
A Vasas labdarúgója volt. Jól helyezkedő, kitűnően szerelő játékos volt, aki a védekezésben tűnt ki társai közül.

### A válogatottban
1922-ben egy alkalommal szerepelt a magyar labdarúgó-válogatottban.

### Edzőként
1958. június 16-án a Kerepesi úti Sellő presszóban vitába keveredett Pecsenye Józseffel a Bp. Szállítók játékosával a közelgő Salgótarjáni SE – Bp. Szállítók mérkőzéssel kapcsolatosan. Pecsenye megütötte Tomecskót, aki elvesztette az eszméletét. A mentők koponyaalapi töréssel a Szobi utcai kórházba szállították, ahol egy héttel később meghalt.

## Sikerei, díjai
- Magyar bajnokság
  - 3.: 1924–25, 1925–26
- Magyar Népköztársasági Sportérdemérem bronz fokozat (1951)[3]

## Statisztika

### Mérkőzése a válogatottban
| Magyarország | Magyarország    | Magyarország | Magyarország  | Magyarország | Magyarország | Magyarország | Magyarország | Magyarország |
| #            | Dátum           | Helyszín     | Hazai         | Eredmény     | Vendég       | Kiírás       | Gólok        | Esemény      |
| ------------ | --------------- | ------------ | ------------- | ------------ | ------------ | ------------ | ------------ | ------------ |
| 1.           | 1922. május 14. | Krakkó       | Lengyelország | 0 – 3        | Magyarország | barátságos   | -            |              |
|              | Összesen        |              |               | 1            | mérkőzés     |              | 0            | gól          |